# آرثر ليونارد داونز
آرثر ليونارد داونز (بالإنجليزية: Arthur Leonard Downes)‏ هو ضابط شرطة نيوزيلندي، ولد في 27 مايو 1895، وتوفي في 1 أغسطس 1984.